# 吉托 (密蘇里州)
吉托（英語：Guiteau）是位於美國密蘇里州俄勒岡縣的非建制地區。

## 地理
吉托所處的海拔為高於海平面226米（即741英呎），而該地所採用的時區為UTC-6，即北美中部時區（CST）。同時該地設有夏令時間，為UTC-6調快一小時，即UTC-5（CDT）。